# Итон (Фессалия)
И́тон (др.-греч. Ἴτων, лат. Ithon) — древний город во Фтиотиде, в Фессалии, у подножия горы Отрис. Построен между рекой Энипефс и заливом Пагаситикос Эгейского моря. Богатый город в плодородной области Итонее, которая упоминается Гомером в Каталоге кораблей в «Илиаде», как «матерь овец» («μήτηρ μήλων»), то есть богатая овцами, и которая послала ополчение на Троянскую войну под предводительством Протесилая. По Страбону Итон находился над Крокийской равниной (Крокусовом полем, Κρόκιον πεδίον, ныне — равнина Алмироса), по которой протекала река Амфрис, рядом с городом Алос (древний город) (Гал). В Итоне протекала река Куарий, по имени которой названа река в Беотии, и находилось знаменитое святилище Афины, которую называли Итонией (Ἰτώνια) и святилище которой находилось также в Беотии, на равнине перед городом Коронея (Корония). По Павсанию название святилища в Беотии происходит от Итона, сына Амфиктиона. По словам схолиаста эпитет «Афина итонская» (Ἰτωνίς, Ἰτωνιάς) дан от города Итон.
Святилища в Итоне и Беотии, а также в Коринфе являются древнейшими местами почитания Афины.
Как пишет автор трактата «О невероятном» (Περὶ ἀπίστων, Anonymi longè Heraclito recentioris De incredibilibus), переведённого на латинский язык Львом Аллацием, Итон основан Девкалионом, сыном Прометея и является третьим из старейших городов эллинов после афинского Акрополя и города, основанного Форонеем, сыном Инаха.
Псевдо-Аполлодор пишет, что Геракл у Итона убил в единоборстве Кикна, сын Ареса и Пелопии, зятя Кеика. В схолиях к Пиндару сообщается, что Кикн отрубал головы проходящим через его владения чужеземцам, чтобы украсить ими храм своего отца, бога войны Ареса. Согласно Павсанию, Геракл убил Кикна на берегу реки Пеней.

## Раскопки в Филии
Останки поселения и святилища Афины Итонии найдены в области Хамамия (Χαμάμια) к северо-западу от села Филия в общине Софадес в периферийной единице Кардица в периферии Фессалия, в 5 километрах к юго-западу от города Софадес, на правом берегу реки Софатидис (Σοφαδίτης), которая в античной географии известна как Онохон (др.-греч. Ὀνόχωνος) и является левым притоком реки Энипей (ныне — Энипефс), притока Пиньоса (Пенея). Согласно находкам святилище использовалось с позднегеометрического до раннехристианского периода, однако большинство находок, фигурок и керамики относятся к позднегеометрическому периоду IIIB. Найдено трапециевидное здание микенского периода.
Раскопки начал проводить в 1962 году Димитрис Теохарис после того, как в 1960 году во время вспашки поля плугом на поверхность было поднято множество бронзовых фигурок и других находок. В 1964 году раскопки продолжил Ангелос Льянгурас (Άγγελος Λιάγκουρας), в 1965—1967 гг. — Димитрис Теохарис. В 1980 году раскопки проводили Ангелики Пилали (Αγγελική Πιλάλη) и Екатерини Папаефтимиу (Αικατερίνη Παπαευθυμίου). В 1988 году раскопки проводил Хараламбос Индзесилоглу (Χαράλαμπος Ιντζεσίλογλου).
Старейшее найденное здание относится к микенскому периоду, имеет трапециевидную форму и размеры 4,85×2,80—3,10 метров и было обнаружено на глубине 1,64 метров, фундамент был изготовлен из речного камня, а надстройка из сырого кирпича. Большое количество находок было найдено в слое толщиной 30—50 сантиметров. Керамика и статуэтки из этого слоя относятся к позднегеометрическому периоду IIIB и IIIC (вторая половина VIII — первая воловина VII века до н. э.).
В 300 метрах к северу было обнаружено большое здание римского периода (III век). Найдены пол, выложенный мозаикой с геометрическим узором, и другой пол, выложенный мраморной плиткой. В поле, которое находится к северо-востоку от святилища Хараламбос Индзесилоглу раскопал стену из известняка и песчаника длиной 13 метров, простирающуюся с севера на юг и сохранившуюся на высоту одной кладки. Западнее стены были обнаружены очень мелкие останки двух зданий римского периода, которые находятся на расстоянии 8,25 метров между собой. К востоку от стены нашли две параллелограммной формы печи для обжига. Самая большая из них имеет размеры 2,60×2,38 метров, а другая — 1,69×1,24 метров. На месте раскопок была найдена также трехнефная раннехристианская базилика с притвором и апсидой. Общая длина базилики составляет 24,2 метров, а ширина — 14 метров. Сохранились останки мозаичного пола. Базилика построена из частей храма эллинистического периода.